# Faculteit voor Protestantse Godgeleerdheid
Faculteit voor Protestantse Theologie en Religiestudies (FPTR) is een instituut op universitair niveau in Brussel. Het houdt zich onder meer bezig met opleidingen.
Deze universitaire instelling kent de graden bachelor, master en doctor in protestantse Godgeleerdheid toe. 

## Geschiedenis
In het prille begin gaven de predikanten Émile Hoyois, Matthieu Schyns en William Thomas tijdens de Tweede Wereldoorlog theologische cursussen te Brussel. Vanwege de oorlog konden studenten immers niet naar het buitenland gaan om er theologie te studeren. Het studieprogramma werd goedgekeurd door de universiteiten van Parijs en Genève. In 1950 werd de faculteit gesticht door twee kerkgenootschappen: de Protestants Evangelische Kerk en de Methodistenkerk. In 1955 voegt de Belgische Evangelische Zendingskerk zich bij de twee andere stichtende kerkgenootschappen. De eerste leslokalen bevonden zich in het Home Becker aan de Vleurgatsesteenweg. Zij werden echter snel te klein zodat er uitgekeken moest worden naar een nieuwe, ruimere locatie. Deze werd gevonden aan de Terkamerenlaan. In 1965 mocht de Faculteit haar eigen gebouw in de Bollandistenstraat betrekken.
In 1963 werd de Faculteit bij koninklijk besluit officieel erkend als een instituut van hoger universitair onderwijs, dat het recht heeft de titels van licentiaat en doctor te verlenen. De beide afdelingen zijn volwaardige faculteiten, een Nederlandstalige en een Franstalige, elk met een eigen docentencorps.
De bibliotheek en het documentatiecentrum — PRODOC — staan open voor wetenschappelijke onderzoekers.
De kerk waarmee de Faculteit nauw verbonden is, is de Verenigde Protestantse Kerk in België, op 1 januari 1979 opgericht door het samengaan van de Protestantse Kerk van België, de Hervormde Kerk van België en de Gereformeerde Kerken in België.
Op 19 juni 2006 werd het eindrapport van de Onderwijsvisitatie Godgeleerdheid en Godsdienstwetenschappen (2005) aan de Vlaamse Interuniversitaire Raad aangeboden. Daarin worden de bachelor- en masteropleidingen van de drie theologische faculteiten in Vlaanderen beoordeeld, waaronder de Faculteit voor Protestantse Godgeleerdheid. De Vlaamse erkenning is opnieuw bevestigd door een laatste visitatie in 2017.